# Sa'ada (provincie)

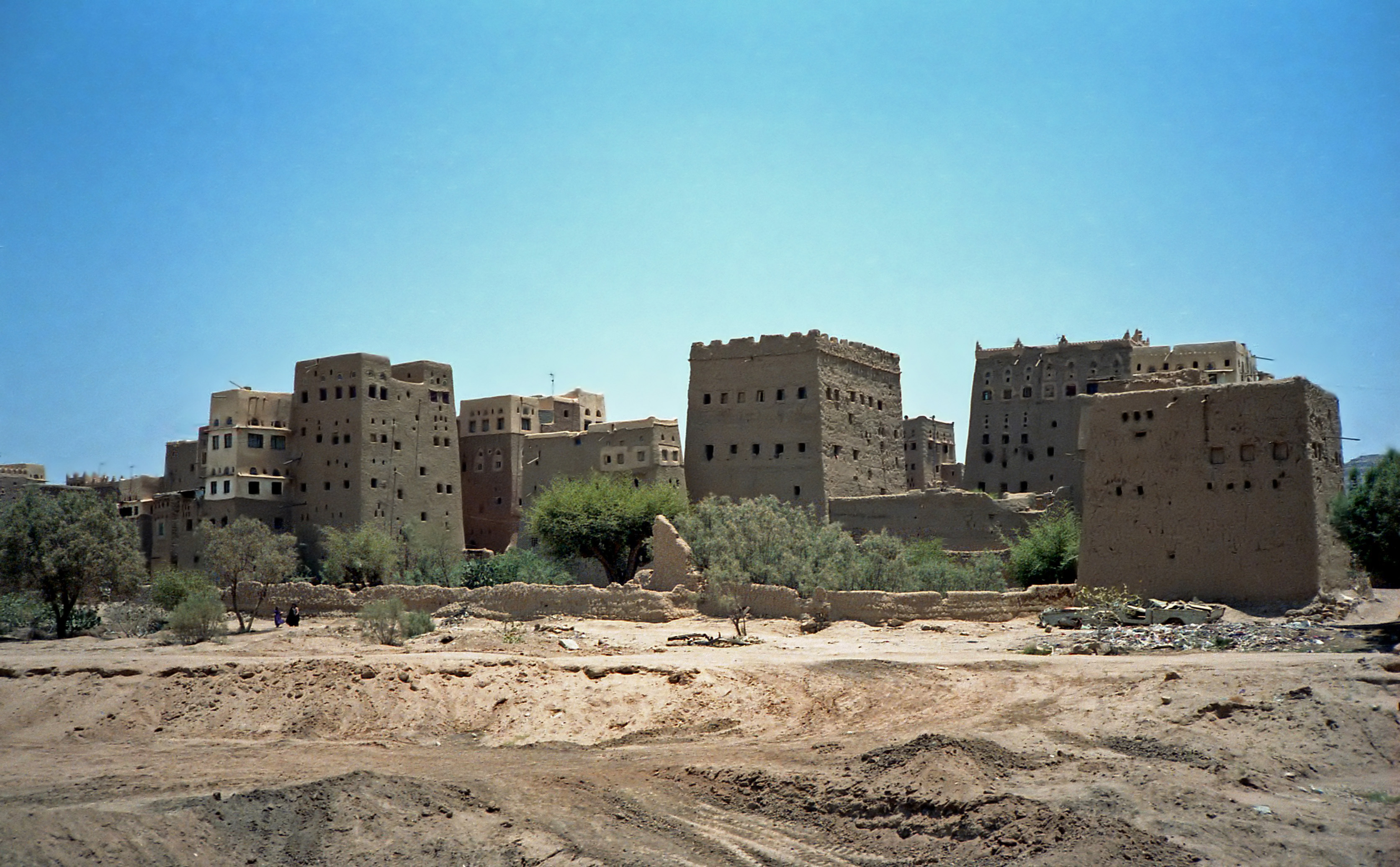
Sa'ada

Provincie Sa'ada (také Saada či Sa'dah, arabsky صعدة‎ / Saada‎) je provincie v Jemenu. Nachází se na severu země, na hranicích se Saúdskou Arábií. Na území provincie žije přibližně 887 tisíc obyvatel. Jedná se o jednu z nejhůře přístupných oblastí v Jemenu, řadí se k těm nejchudším oblastem na světě. Hlavní město provincie je Sa'ada, které je zároveň městem největším.
Provincie Sa'ada je jedním z jemenských regionů s většinovou populací Zajdíjů. V celé populaci Jemenu ovšem tato skupina tvoří menšinu.
Zajdíjové jsou členové muslimské sekty spojené s Ší'itským islámem, z kterého se na konci 8. století vyčlenila na základě sporů o totožnosti pátého imáma. Provincie je v současnosti centrem povstání vzbouřených Zajdíjů proti jemenské vládě. Jedním z nynějších vůdců rebelů je Abdul-Málik al-Húthí, mladší bratr původce rebelie, Husajna al-Húthího, podle kterého jsou vzbouřenci označováni jako Húthiové. Na vedení povstání se podílí i další Husajnovi bratři.

## Geografie a podnebí
Povrch provincie je velmi rozmanitý. Na severu a západě území se vypínají vysoké hory, jako jsou např. hora Chaulan, Bakim a Razeh, až do výšek kolem 2800 m nad mořem. Tyto hory jsou spojeny s hřebenem Džuma'a. V horském hřebeni Razeh je nejvyšší horou Džabal Hurum, následovaná horami Džabal al-Nadír, Džabal Kal'a Sahar a Džabal al-Sama'a. Na posledně jmenované hoře se tyčí pevnost imáma Ahmada, která byla vystavena souběžně s hradem Al-Sinarah nacházejíc9m se západním směrem. Pásmo hor Hamdan ben Zajn se tyčí do výše 2000 až 2800 metrů.
Horské hřebeny jsou charakteristické častým výskytem vádí, které se do nich hluboce zařezávají. Nejdůležitějšími vádí v oblasti jsou vádí Sakajn, Nušúr, Badr, Dhamad a Aláf a také vádí Abdajn v soutěsce Chánik. V tomto vádí se nachází pozůstatky himjaritské přehrady, která zde byla zbudována v 9. století.

### Sa'adská plošina (Ka'a)
Rovinatá území v provincii Sa'ada patří mezi nejúrodnější oblasti Jemenu. Mezi pěstovanými plodinami nacházíme např. modré hroznové víno, granátová jablka, broskve, meruňky, fíky, které se zde sklízejí ve velkých nadmořských výškách (až 1800 m n. m.). Zdejší roviny patří k těm nejvýše položeným v Jemenu. Oblast je ohraničena ze severu a západu horstvy Džuma'a a Ghamar a z jihu horami Sahar. Z východu plošina končí pohořím Hamdan.

### Východní Sa'ada
Tato část provincie je tvořena pouští a vysokými horami s početnými říčními údolími, které směřují do pouštních oblastí provincie.

### Podnebí
Podnebí v provincii je přes léto obvykle mírné, s teplotami mezi 16 a 26 °C. V zimě je počasí chladnější, nejnižší ranní teploty se pohybují mezi 0 a 16 °C.

## Řemesla, umění a tradice
V Sa'ada se na mnoha místech nalézají zdroje železné rudy umožňující výrobu vynikajících železných výrobků. V některých horských dolech se železná ruda těží dodnes. Vytěžená ruda je tavena v primitivních pecích. Díky vysoké kvalitě výrobků vytvořených z místního železa se v této výrobě pokračuje i přes snadnou dostupnost železa vyráběného mimo region. Zvláště vyhledávanými výrobky zdejších řemeslníků jsou tradiční arabské dýky. Dalším sortimentem jsou např. zemědělské pluhy nebo nástroje na činění kůží.
Dále se v provincii setkáme s řemeslným zpracováním kůže (např. výroba sedel), s výrobou stříbrných šperků a také kameniny. Zdejší obyvatelé jsou velmi zruční při výrobě kameninových nádob, při kterých využívají materiál z lomů v pohoří Razeh. Tento materiál je označován jako Harradh a nádobí z něj vyrobené je zde velmi populární. Dalším typem ručně vyráběných domácích potřeb jsou nádoby zhotovené z palmového listí a hlíny.
Region je bohatý i po stránce folklóru a hudebního umění, přičemž některé z místních lidových tradic se vyskytují pouze zde. Unikátní je například tradice v okrajových částech Sa'ada, při které si mužská část obyvatel zdobí hlavu květinovými věnci na vlasech volně spuštěných na ramena. V těchto oblastech si lidé zachovávají životní zvyky, které jsou současností prakticky nedotčené.

## Obchod
Na mnoha místech provincie se jedenkrát týdně pořádají prodejní trhy. Pravděpodobně nejvýznamnějším z nich je trh Al-Tál 10 km severně od hlavního města provincie, který se odehrává každou sobotu. Tento trh je jedním z největších v celém Jemenu.

## Pamětihodnosti provincie

### Skalní rytiny a kresby
Sa'ada je oblastí s velkým množstvím pravěkých kreseb a nápisů, jejichž původ je datován až do období lovců a sběračů. V hornatých částech provincie se vyskytuje mnoho jeskyní, které obsahují rytiny a kresby znázorňující např. kozy, lovecké psy, krávy, hady a rostliny, stejně jako různé geometrické obrazce. Dvě naleziště jsou na tyto kresby zvláště bohaté: Al-Chaza'jn nacházející se 15 km severozápadně od města Sa'ada v bizarním pískovcovém masívu hory Om Lajla a Musalakat, které leží o 5 km dále.

### Skalní pohřebiště na Al-Chaza'jn
Kromě jeskyní se skalními kresbami je na této lokalitě ke spatření rovněž skalní hřbitov. Pohřebiště je vytesané přímo do masívu hory a podobá se podzemnímu sklepení. Na povrchu začíná hranatým vstupním otvorem, který vede do systému místností, z nichž každá je přibližně 20 m2 velká. Systém je doplněn vodním rezervoárem 4 metry širokým a 8 metrů hlubokým. Podobné jeskynní systémy jsou v Šiban Kaukaban, Dafar al-Málik, Vádí Dafar a Šibam al-Garras.

### Pevnosti a hrady
Provincie vždy byla významnou křižovatkou pro obchodní karavany. Vedla tudy cesta obchodníků s kadidlem a parfémy či cesta obchodníků se slony v období před naším letopočtem, a později také stezky islámských poutníků. Tvorba hradů a pevností byla během všech období nezbytná k zajištění bezpečí všech cestujících. Některé z nich byly postaveny přímo u města Sa'ada, jako např. pevnosti Al-Sinara, Sama'a, Tulmus a Al-Abla. Nejvýznamnější ze všech místních hradů a pevností je ovšem Om Lajla, která se nachází 60 km severozápadně od města Sa'ada na hoře Bakim v pohoří Džuma'a.

### Archeologické nálezy

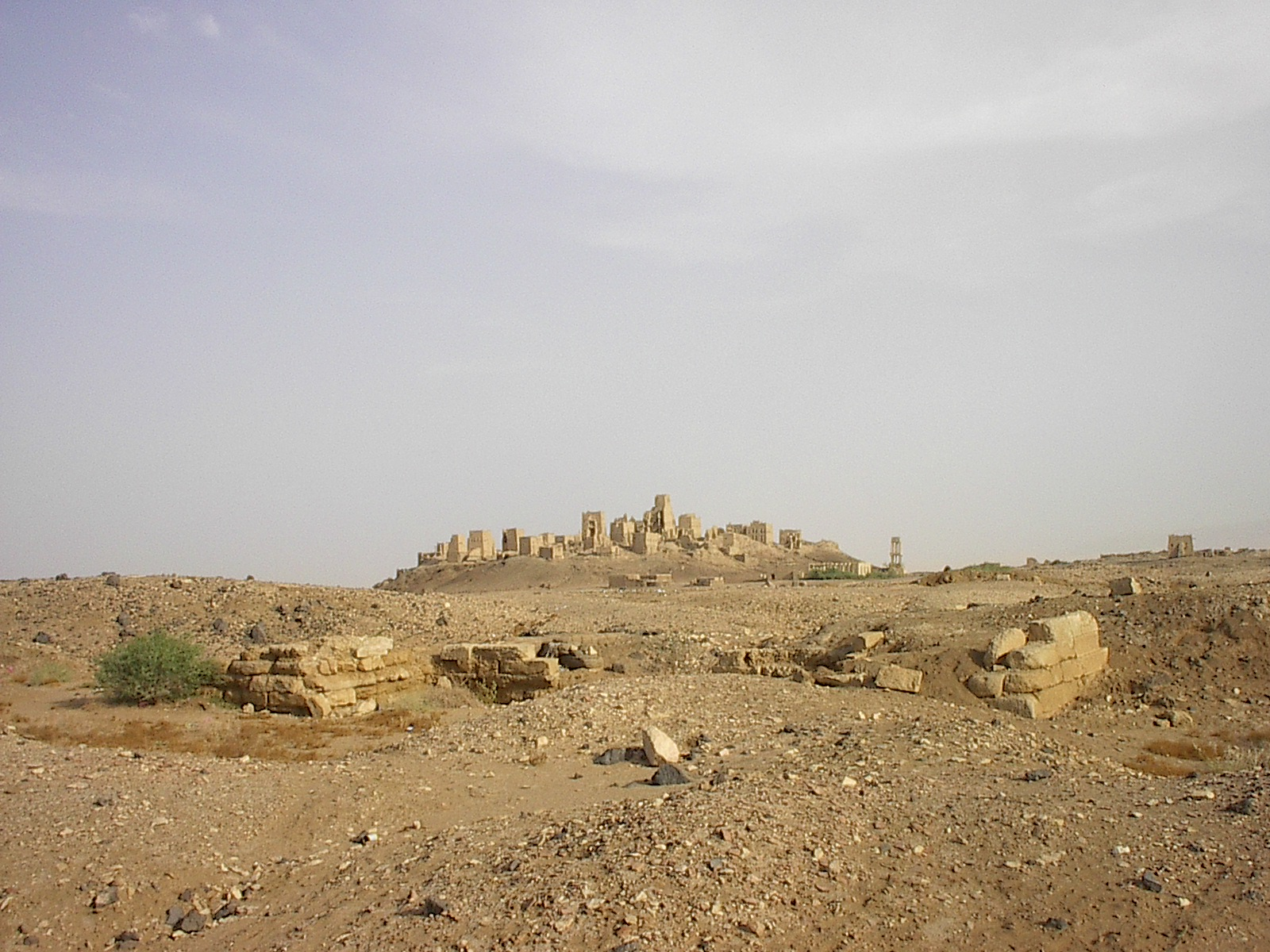
Ruiny Starého Maribu, hlavního města Sáby

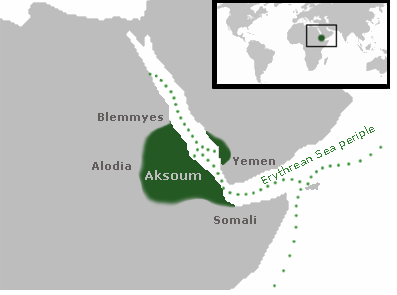
Království Aksum za svého největšího rozsahu

V roce 1951 byl v jižní Arábii, v dnešním Jemenu, americkým týmem vedeným doktorem Wendellem Phillipsem objeven Mahram Bilqís – Chrámu měsíčního božstva. Archeologické nálezy chrámu, jenž byl hlavní svatyní sábské civilizace, podporují myšlenku, že královna ze Sáby vládla v oblasti jižní Arábie a že v oblasti kolem chrámu se nacházelo i hlavní město říše. Samotný chrám pak podle Dr. Billa Glanzmana, vedoucího vykopávek, sloužil v letech 1200 př. n. l.–550 jako poutní místo; jeho náboženský význam by tak přežil i pád sábské civilizace v 6. století př. n. l.

## Povstání v Sa'ada
Krvavé konflikty se v provincii odehrávají již od června 2004. Za tuto dobu si vyžádaly stovky mrtvých vojáků i civilistů a na 150 tisíc lidí již bylo donuceno opustit svůj domov. Celé povstání má své kořeny hluboko v minulosti. Až do roku 1964 byl totiž sever Jemenu v moci imamátu ší'itských Zajdíjů, teprve poté se země stala republikou ovládanou především většinovými sunnity.
Vzbouřenci obhajují použití síly ekonomickým i náboženským útlakem chudých ší'itských oblastí většinovými sunnity, odpor ortodoxních ší'itů rovněž vzbuzuje spolupráce Jemenu se Saúdskou Arábií a účast země v proamerické protiteroristické alianci. Vládní složky oproti tomu argumentují snahou Zajdíjů o znovunastolení imamátu a útoky na civilní obyvatelstvo, kterými údajně Zajdíjové porušují příměří z roku 2007.